# Hidrogen metàl·lic

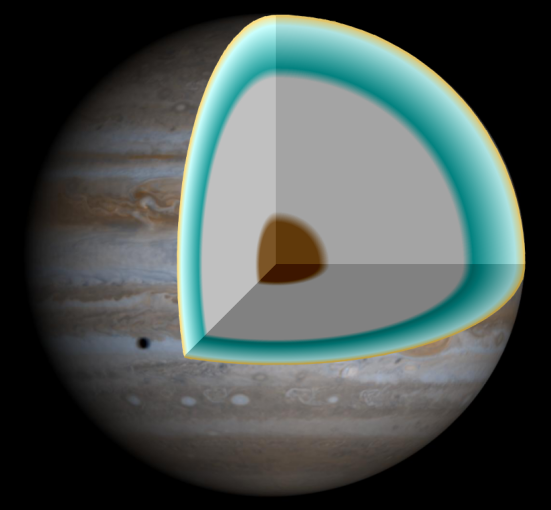
Planetes gegant gasosos com Júpiter (imatge dalt) i Saturn podrien tenir grans quantitats d'hidrogen metàl·lic als seus interiors (en gris a la imatge)

L'hidrogen metàl·lic és una fase de la matèria de l'hidrogen en la qual es comporta com un conductor elèctric. Aquest estat va ser predit teòricament l'any 1935, però encara no s'ha produït de forma inequívoca al laboratori degut a les altes pressions (de l'ordre de centenars de kilobars) que calen. A aquestes pressions, l'hidrogen podria existir en estat líquid en comptes d'estat sòlid. Es creu que l'hidrogen metàl·lic líquid és present en grans quantitats als interiors de Júpiter, Saturn i altres planetes extrasolars, on l'alta atracció gravitatòria porta a les altes pressions.

## Història

### Prediccions teòriques

#### Metal·lització de l'hidrogen sota pressió
Encara que estigui situat a dalt de tot de la columna dels metalls alcalins a la taula periòdica, l'hidrogen no és un metall alcalí en condicions normals. Però l'any 1935, els físics Eugene Wigner i Hillard Bell Huntington varen predir que sota una gran pressió del voltant de 25 GPa (250.000 atm o 3.500.000 psi), els àtoms d'hidrogen es comportarien de forma metàl·lica degut a la feblesa de l'atracció cap als seus electrons. Des d'aleshores, l'hidrogen metàl·lic ha estat descrit com al "Sant Greal de la física d'altes pressions".
La predicció inicial sobre la magnitud de la pressió necessària per a la metal·lització s'ha demostrat massa baixa. A partir de les primeres investigacions de Wigner i Huntington, els càlculs teòrics més moderns suggereixen pressions més altes, però encara realitzables. S'estan desenvolupant tècniques per crear pressions fins als 500 GPa, més grans que al centre de la Terra, amb l'esperança de poder crear hidrogen metàl·lic.

#### Hidrogen metàl·lic líquid
L'heli-4 és un líquid a pressions normals i temperatures properes al zero absolut a conseqüència de la seva alta energia del punt zero (EPZ). L'EPZ dels protons en un estat dens també és alta, i s'espera un decreixement de l'energia d'ordenació (relatiu a l'EPZ) a altes pressions. Neil Ashcroft i altres han argumentat que hi ha un punt de fusió màxim per a hidrogen comprimit, però també que és possible que hi hagi un rang de densitats (a pressions al voltant dels 400 GPa) on l'hidrogen podria ser un metall líquid fins i tot a baixes temperatures.

#### Superconductivitat
L'any 1968, Ashcroft va argumentar que l'hidrogen metàl·lic podria ser un superconductor fins a temperatura ambient (~290 K), temperatures molt més altes que les corresponents a qualsevol altre material. Això és una conseqüència de l'alta velocitat del so i de l'esperat fort acoblament entre els electrons de conducció i les vibracions dels àtoms o fonons.

#### Possibilitat de nous tipus de fluids quàntics
Estats de la matèria coneguts avui dia com a "super" són superconductors, gasos i líquids superfluids, i supersòlids. Egor Babaev va predir que si l'hidrogen i el deuteri tenien estats metàl·lics líquids, aleshores podrien tenir estats ordenats en dominis quàntics que no es poden classificar com a superconductors o superfluids en el sentit usual dels termes. En comptes d'això, podrien representar dos nous estats de fluids quàntics: "superfluids superconductors" i "superfluids metàl·lics". Aquests fluids reaccionarien de formes molt inusuals a camps magnètics externs i a rotacions, i aquestes reaccions estranyes permetrien verificar experimentalment les prediccions de Babaev. També s'ha suggerit que, sota la influència d'un camp magnètic, l'hidrogen podria exhibir canvis de fase de superconductor a superfluid i viceversa.

#### Dopatge de liti redueix la pressió
L'any 2009, Zurek i altres varen predir que l'aliatge LiH₆ seria un metall estable a 1⁄4 de la pressió requerida per la metal·lització de l'hidrogen, i que també s'observarien efectes similars en aliatges del tipus LiHn.

### Resultats experimentals anteriors a l'any 2011

#### Metal·lització de l'hidrogen amb compressió per ona de xoc
El Març de l'any 1996, un grup de científics del Lawrence Livermore National Laboratory als Estats Units va anunciar que havien produït per casualitat, durant un microsegon a temperatures de milers de kèlvins, pressions per sobre un milió d'atmosferes (>100 GPa) i una densitat d'aproximadament 0.6 g/cm³, les primeres mostres identificables d'hidrogen metàl·lic. L'equip de científics no esperava produir hidrogen metàl·lic, ja que no usava hidrogen sòlid que aleshores es creia indispensable, i també perquè treballava a temperatures per sobre de les predites teòricament per a la metal·lització de l'hidrogen. Estudis anteriors en els quals l'hidrogen sòlid s'havia comprimit a l'interior de cèl·lules de diamant fins a pressions de 2500000 atm no confirmaven aquesta troballa. L'equip simplement tenia la intenció de mesurar els canvis de conductivitat elèctrica que s'esperava que ocorreguessin. Els investigadors varen usar una pistola de gas dels anys 1960, utilitzada originalment en estudis per guiar míssils, per disparar un plat d'impacte cap a un contenidor segellat amb una mostra de mig mil·límetre d'hidrogen líquid a l'interior. L'hidrogen líquid estava en contacte amb cables connectats a un aparell per mesurar la resistència elèctrica. Els científics varen descobrir que quan la pressió augmentava fins a les 1400000 atm, la banda prohibida electrònica, una mesura de la resistència elèctrica, es reduïa fins a quasi zero. La banda prohibida de l'hidrogen en l'estat no comprimit és al voltant dels 15 eV, fent-lo un aïllant elèctric, però quan la pressió augmentava de forma significativa, la banda prohibida es tancava fins als 0.3 eV. Com que l'energia tèrmica del fluid (la temperatura va augmentar fins als 3000 K degut a la compressió) era superior als 0.3 eV, l'hidrogen es podria considerar metàl·lic.

#### Altres experiments des de l'any 1996
Molts experiments es continuen fent en el camp de la producció d'hidrogen metàl·lic en condicions de laboratori de compressió estàtica i baixes temperatures. Arthur Ruoff i Chandrabhas Narayana de la Universitat Cornell l'any 1998, i més endavant Paul Loubeyre i René LeToullec del Commissariat à l'Énergie Atomique (França) l'any 2002, han demostrat que a pressions properes a les del centre de la Terra (3.2 a 3.4 milions d'atmosferes o 324 a 345 GPa) i temperatures de 100-300 K, l'hidrogen encara no és un metall degut a una banda prohibida no zero. La recerca per descobrir hidrogen metàl·lic al laboratori a baixes temperatures i compressió estàtica continua, juntament amb estudis usant deuteri. Shahriar Badiei i Leif Holmlid de la Universitat de Gothenburg varen demostrar el 2004 que estats metàl·lics condensats formats per àtoms d'hidrogen excitats (matèria de Rydberg) són precursors efectius de l'hidrogen metàl·lic.

#### Resultats experimentals l'any 2008
El màxim a la corba de fusió predit teòricament (que és un prerequisit per a tenir hidrogen metàl·lic líquid) va ser descobert per Shanti Deemyad i Isaac F. Silvera usant làsers polsats. L'aliatge SiH₄ va ser metal·litzat per M.I. Eremets i col·laboradors, i va resultar ser superconductor, confirmant les prediccions teòriques anteriors d'Ashcroft. En aquest aliatge ric en hidrogen, inclús a pressions moderades (degut a la precompressió química) l'hidrogen forma una subestructura amb densitats corresponents a les de l'hidrogen metàl·lic. Tot i així, les fases metàl·lica i superconductora a altres pressions de SiH₄ es varen identificar posteriorment com a hidrur de platí format després de la descomposició del SiH₄.

## Metal·lització de l'hidrogen l'any 2011
L'any 2011, Eremets i Troyan varen descriure l'observació de l'estat metàl·lic líquid de l'hidrogen i el deuteri a pressions estàtiques de 260-300 GPa. Aquest treball ha estat qüestionat per altres investigadors l'any 2012.

## Aplicacions

### Combustible
L'hidrogen metàl·lic metaestable seria un combustible eficient i net, amb només aigua com a producte final (si fos cremat amb oxigen pur). Ja que és unes dotze vegades més dens que l'hidrogen líquid molecular ordinari, quan es recombinés per formar molècules alliberaria unes 20 vegades l'energia d'hidrogen cremant en oxigen. Si fos cremat més ràpidament, podria servir de propulsor amb una eficiència fins a cinc vegades la del líquid H₂/O₂, el combustible usat en el transbordador espacial. Malauradament, els experiments descrits abans al Lawrence Livermore varen produir hidrogen metàl·lic durant un temps massa curt per poder determinar si la metaestabilitat és possible.